# Yves (rivière)
Pour les articles homonymes, voir Yves.
L’Yves est une rivière formée de ruisseaux provenant de plusieurs sources au sud du village de Chaumont (Florennes), dans la province de Namur (Belgique). Se jetant dans l’Eau d'Heure à Walcourt, il appartient au bassin de la Meuse.
De nombreuses sources dans les bois de Renonsau, des Acaudries et de Rœulx forment des ruisseaux qui, montant vers le Nord, passent par Chaumont ou Hemptinne et, à Saint-Aubin, forment ensemble le Rau d’Yves (ou Ry d'Yves).

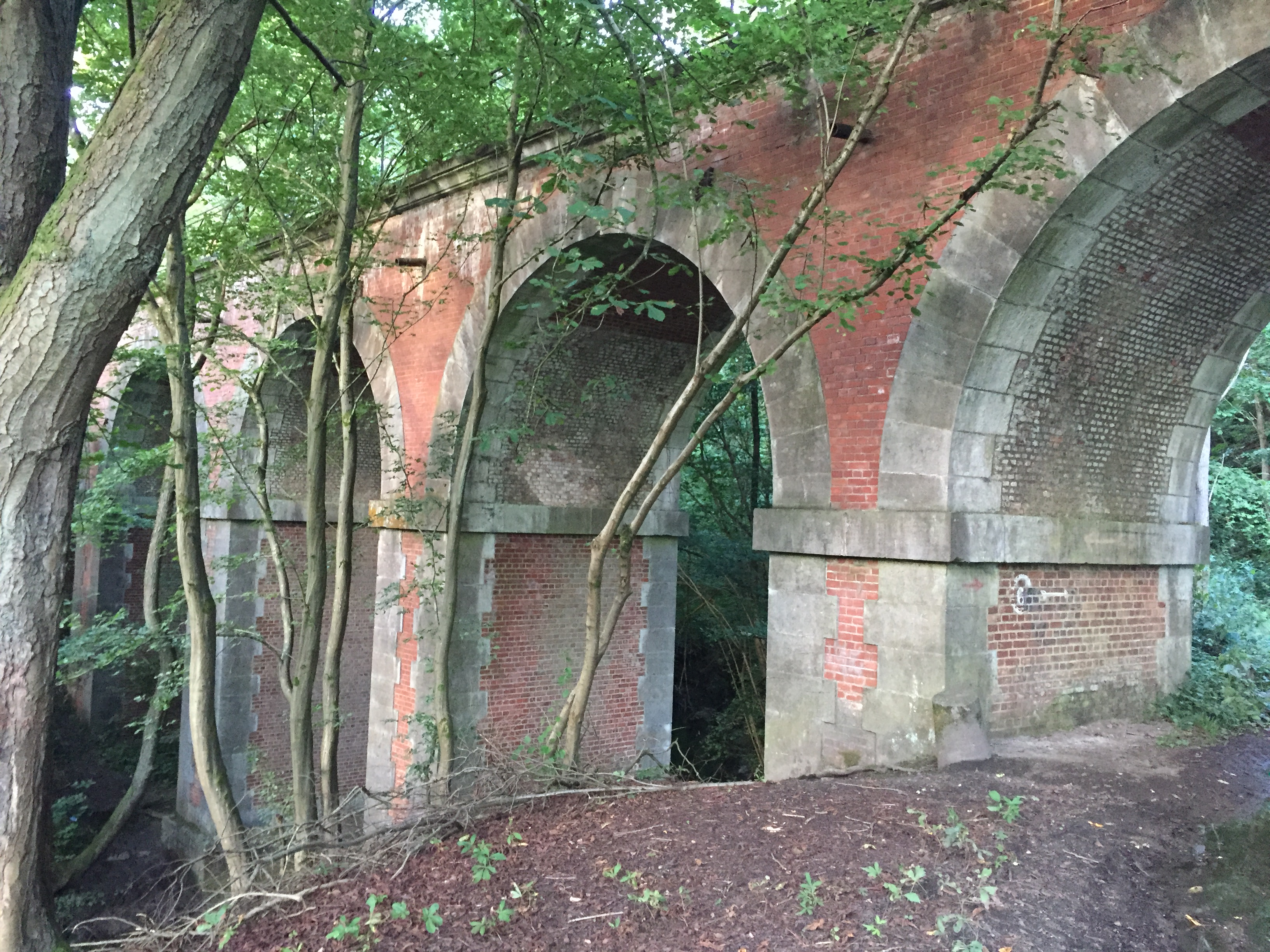
Le 'Sept ponts' à Yves-Gomezée

Le Rau d’Yves se tournant vers l’Ouest, traverse Yves-Gomezée et Vogenée et se jette dans l’Eau d'Heure à Walcourt. Connu comme ‘Eau d’Yves’ à Walcourt il appartient au bassin de la Sambre et indirectement de la Meuse. De Chaumont à Walcourt, l'Yves a un parcours de quelque 16 kilomètres.
La rivière est notamment surplombée par l'ancien pont ferroviaire à sept arches, dit des "Sept ponts", dans les bois d'Yves-Gomezée.